# أندريس إمبريال
أندريس إمبريال (بالإسبانية: Andrés Imperiale) هو لاعب كرة قدم أرجنتيني في مركز الدفاع، ولد في 8 يوليو 1986 في روساريو في الأرجنتين. لعب مع أريس ليماسول وديبورتيفو سابريسا وروزاريو سنترال وريال مدريد وسان خوسيه إيرثكويكس.

## وصلات خارجية
- أندريس إمبريال على موقع الدوري الأمريكي (الإنجليزية)
- أندريس إمبريال على موقع إي إس بي إن إف سي (الإنجليزية)
- أندريس إمبريال على موقع قاعدة بيانات كرة القدم.إي يو (الإنجليزية)
- أندريس إمبريال على موقع Soccerway.com (الإنجليزية)
- أندريس إمبريال على موقع عالم كرة القدم.نت (الإنجليزية)
- أندريس إمبريال على موقع AS.com (الإسبانية)